# Isaak Levitán
Isaak Ilich Levitán (Исаа́к Ильи́ч Левита́н) (Kybartai, Lituània, 1861 - Moscou, Rússia,1900) va ser un pintor rus d'origen jueu que va pertànyer als Peredvízhniki. Va expressar en els seus paisatges la bellesa de la regió del Volga.

## Biografia
El seu pare, Elyashiv Levitán, va ser un humil professor d'idiomes i traductor que, no obstant això, es va mudar el 1870 a Moscou per permetre-li al seu fill que estudiés a l'Acadèmia. En tornar, amb 19 anys, va pintar el seu primer quadre: Paisatge a la tardor (1880) que va comprar el cèlebre col·leccionista Pável Mijáilovich Tretiakov, amb qui després Isaak entaularia una amistat. Tretiakov li va atorgar una beca per estudiar a París. Aquesta va ser l'única vegada que Levitán va sortir de Rússia. En el seu viatge va conèixer les obres del magnífic paisatgista realista Jean-Baptiste Camille Corot, antecessor de l'impressionisme i mestre d'un altre artista de família israelita: Camille Jacob Pissarro, famós impressionista francès. Va tornar a Rússia i va desenvolupar la seva carrera com a pintor. Als 37 anys l'artista va ser nomenat membre de l'Acadèmia d'Arts Russa i director del departament de pintura de paisatges.
Va mantenir una relació mútia d'amistat, d'estima i d'admiració amb l'escriptor Antón Chéjov.

## Estil
De jove Levitán va rebre una notable influència de Corot, la qual va saber traslladar amb profund sentiment tel·lúric al paisatge i a la idiosincràsia russos. En tornar al seu país va començar a treballar febrilment i molts es van atrevir a assegurar que ningú copsava l'ànima del paisatge de Rússia com ho feia Levitán, qui només va conrear aquest gènere pictòric. Actualment és considerat el representant més destacat de la pintura de paisatge russa del segle xix perquè, a més, en la seva pintura a l'aire lliure va captar amb pinzellada lleugera i admirable realisme les subtils gradacions de l'espessa llum solar i les fines capes de color de les ombres.

### Galeria

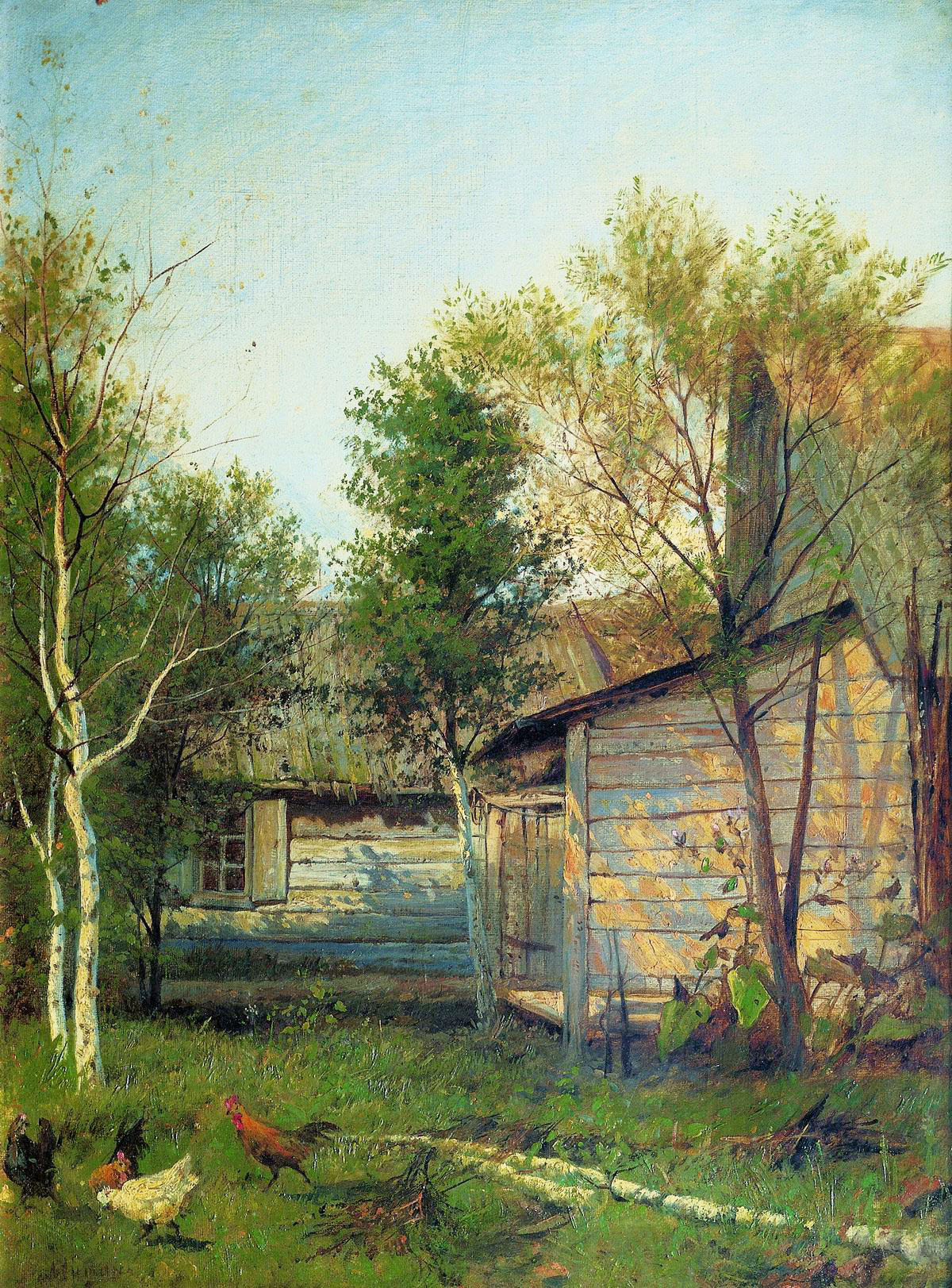
Dia Assolellat, 1876
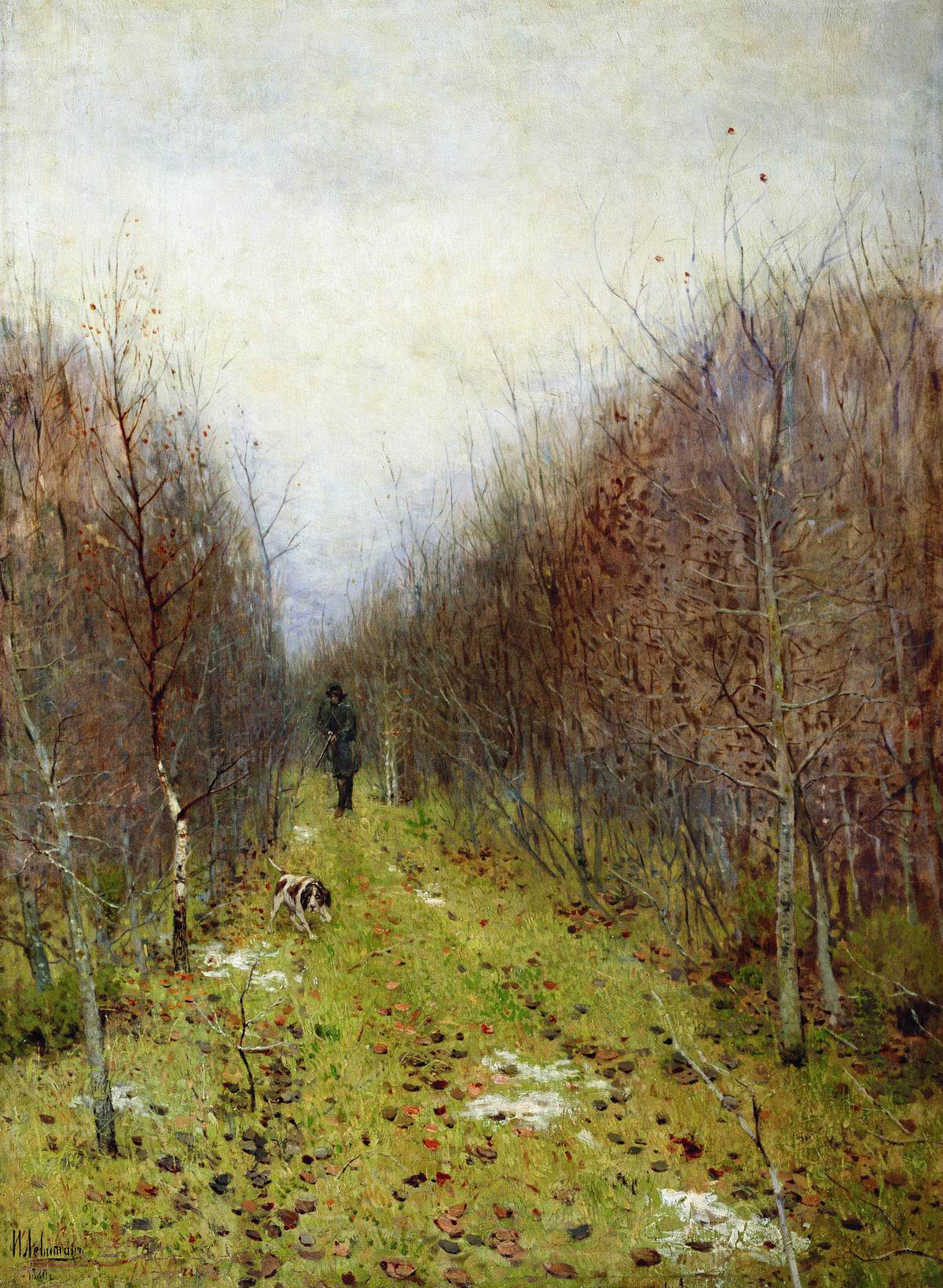
Paisatge a la tardor, 1880
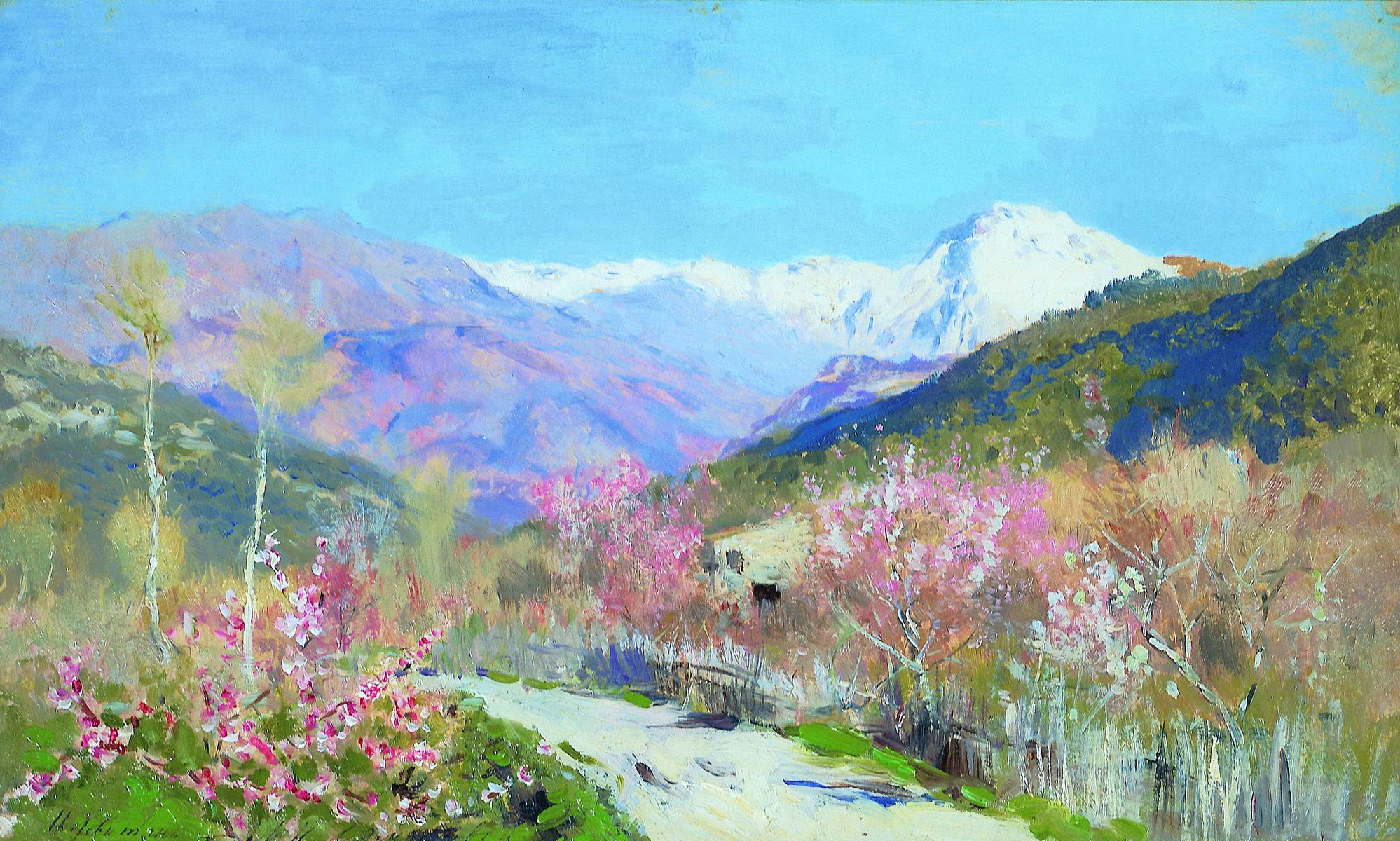
Primavera a Itàlia
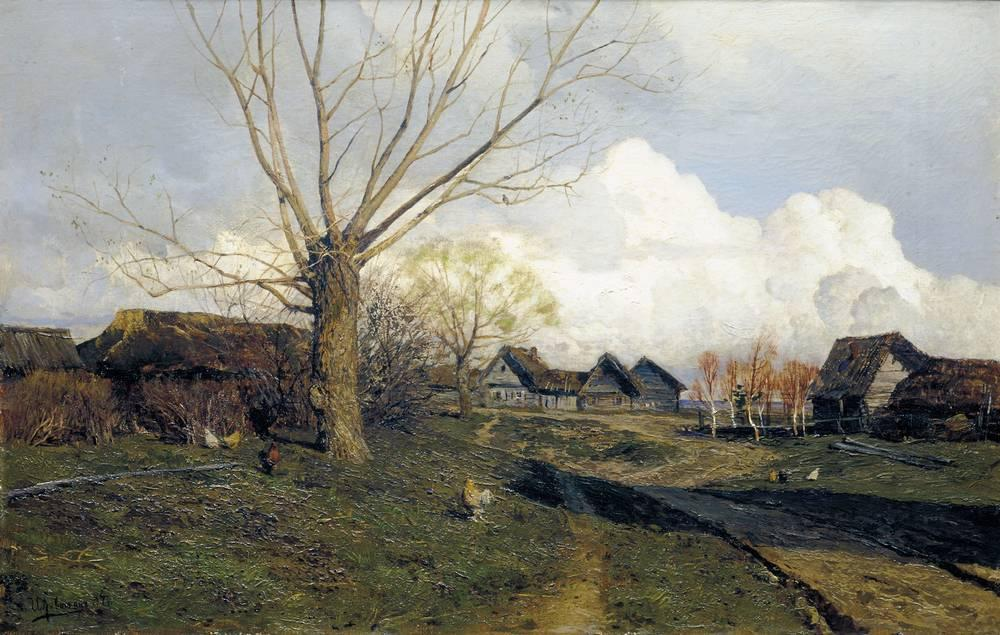
Sávvinskaya slobodá, raval de Zvenígorod. 1884
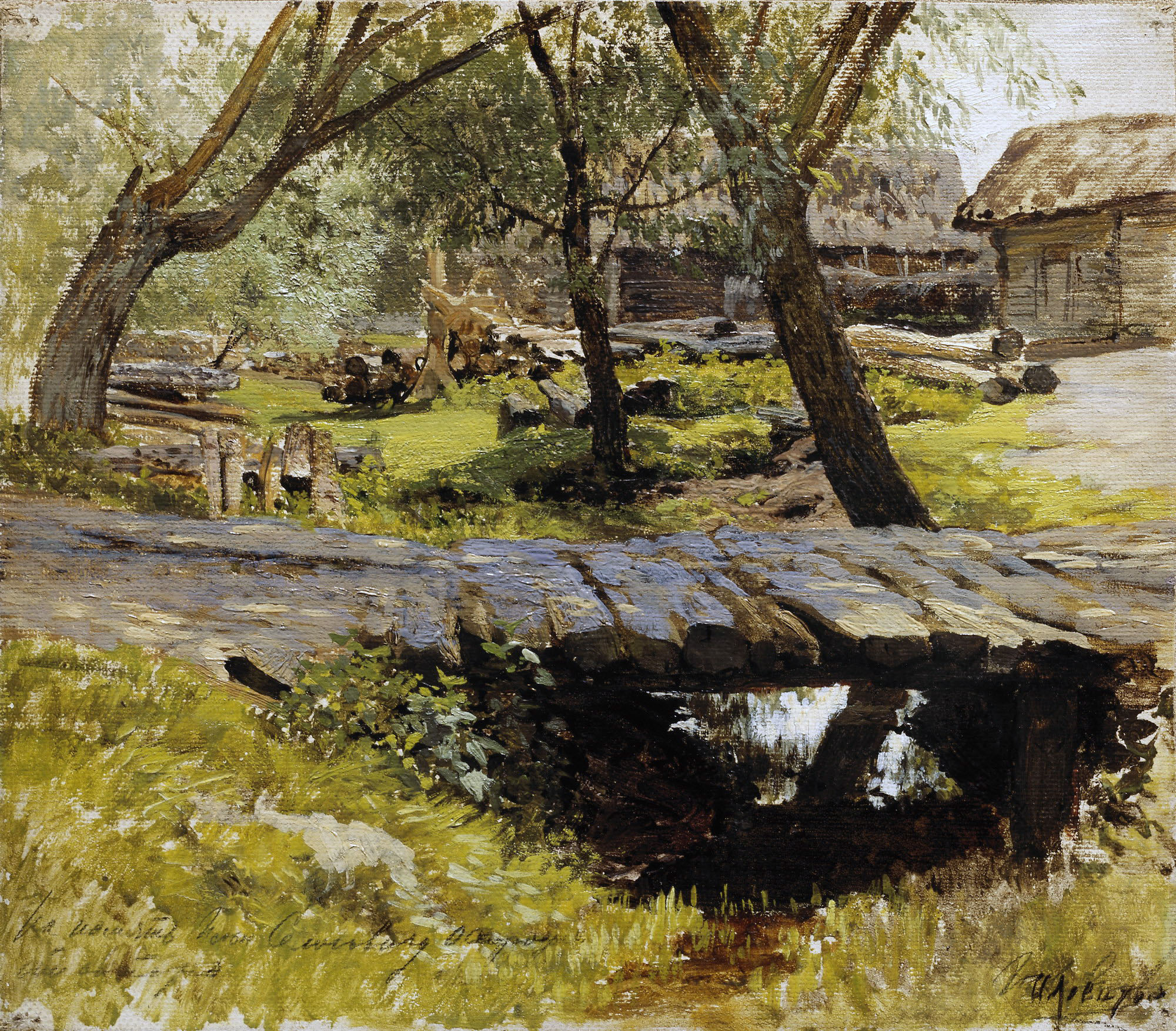
Puente en Sávvinskaya slobodá.
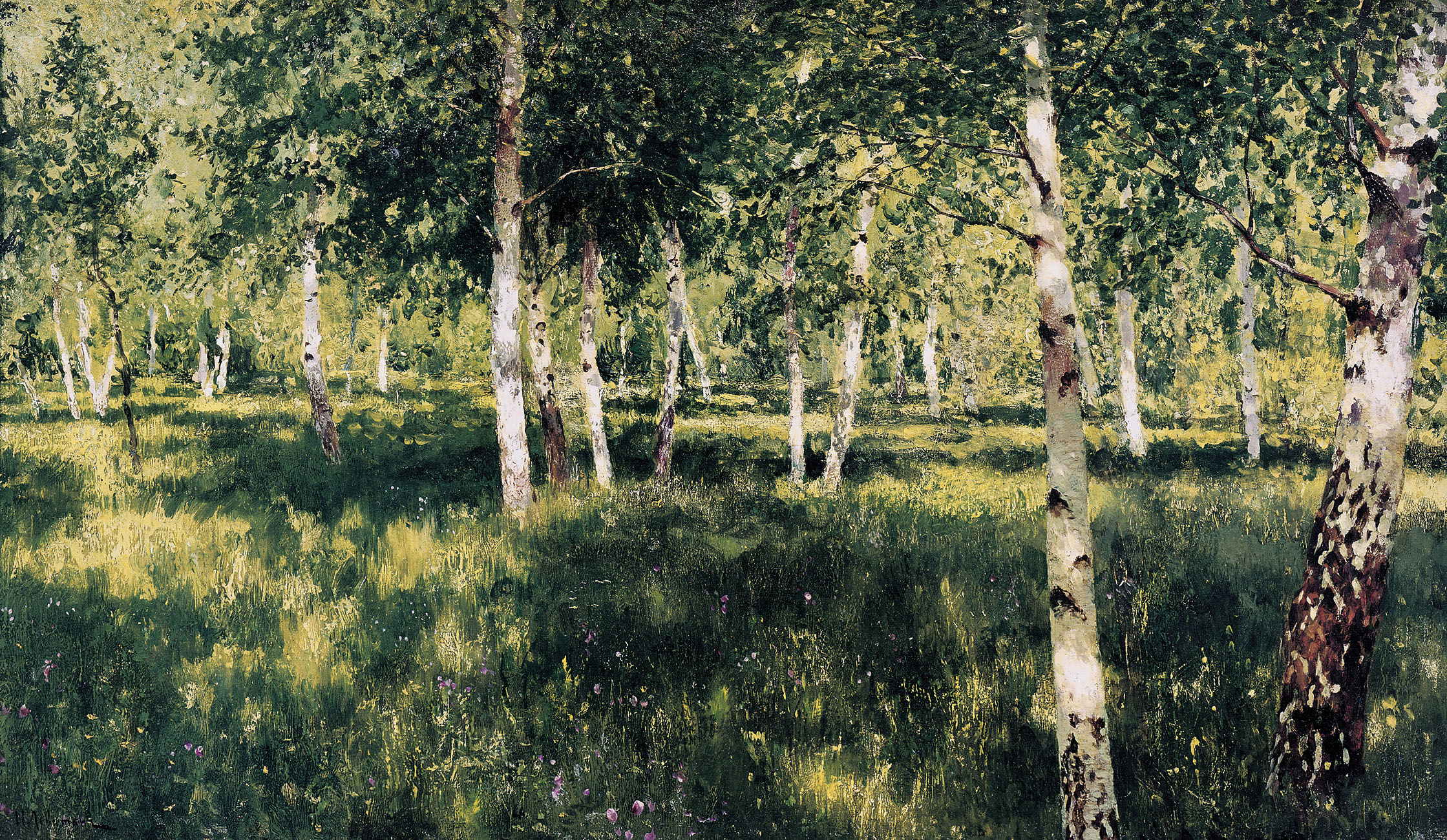
Bosc de bedolls, 1885-1889
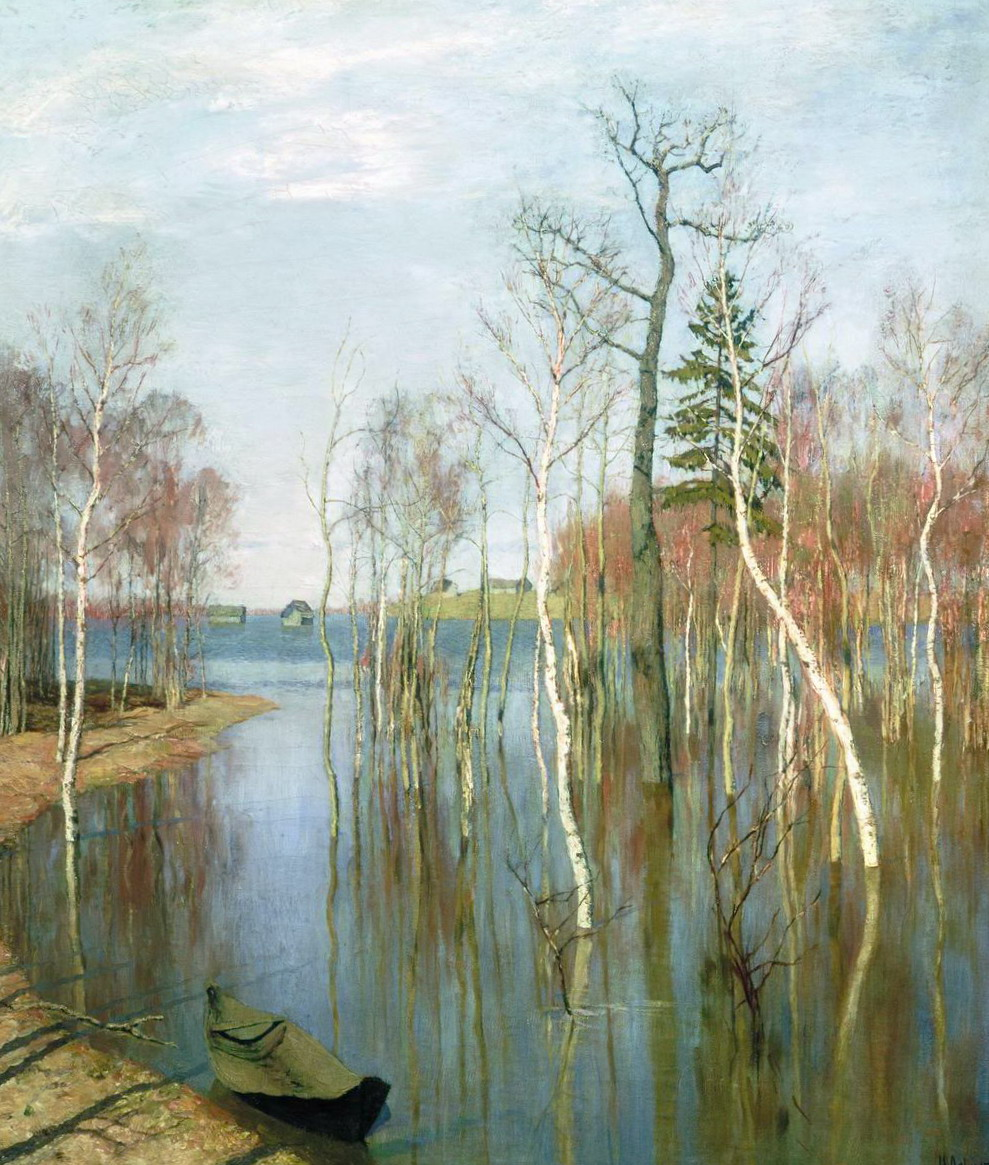
Primavera, desglaç
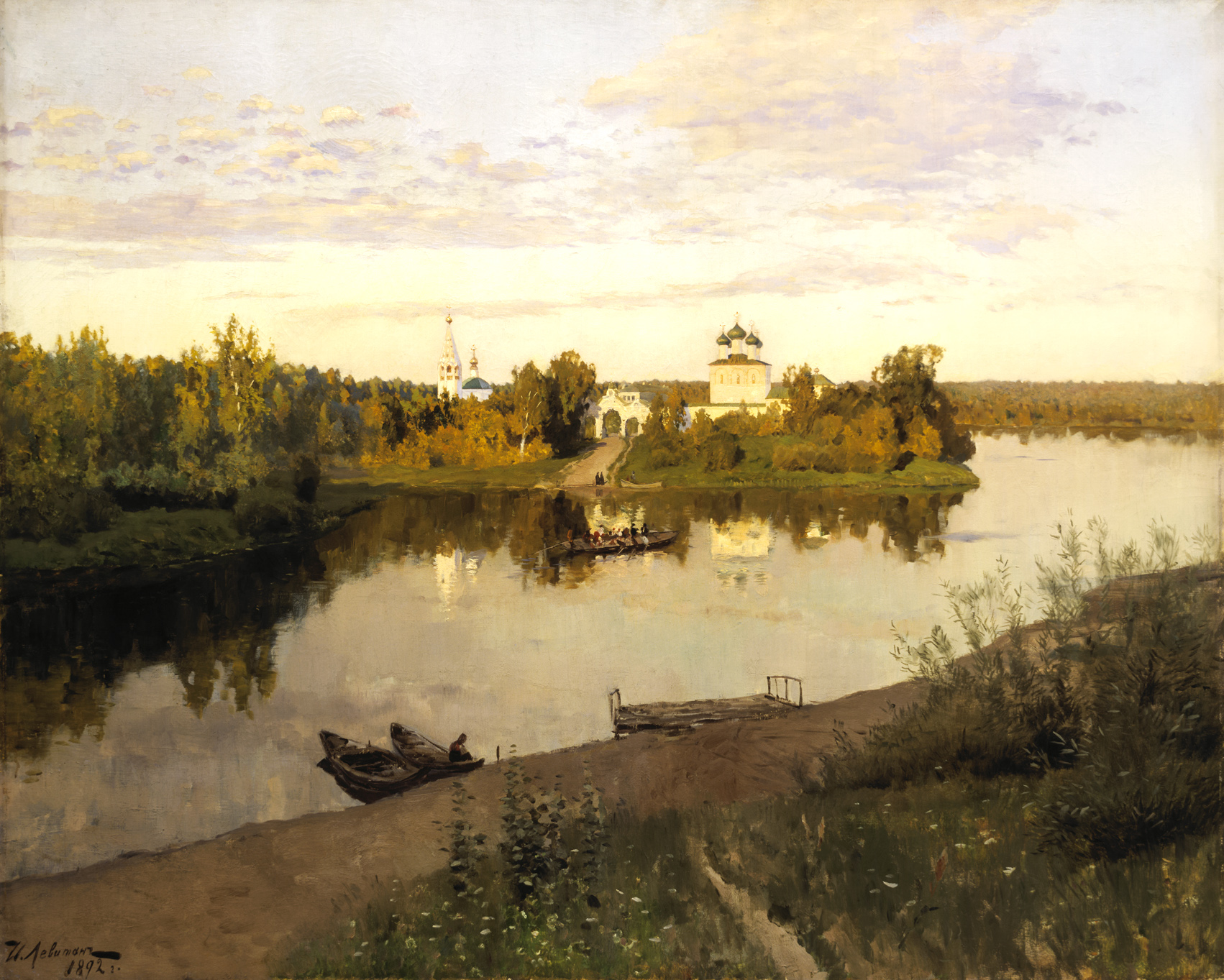
Campanadas al capvespre, 1892
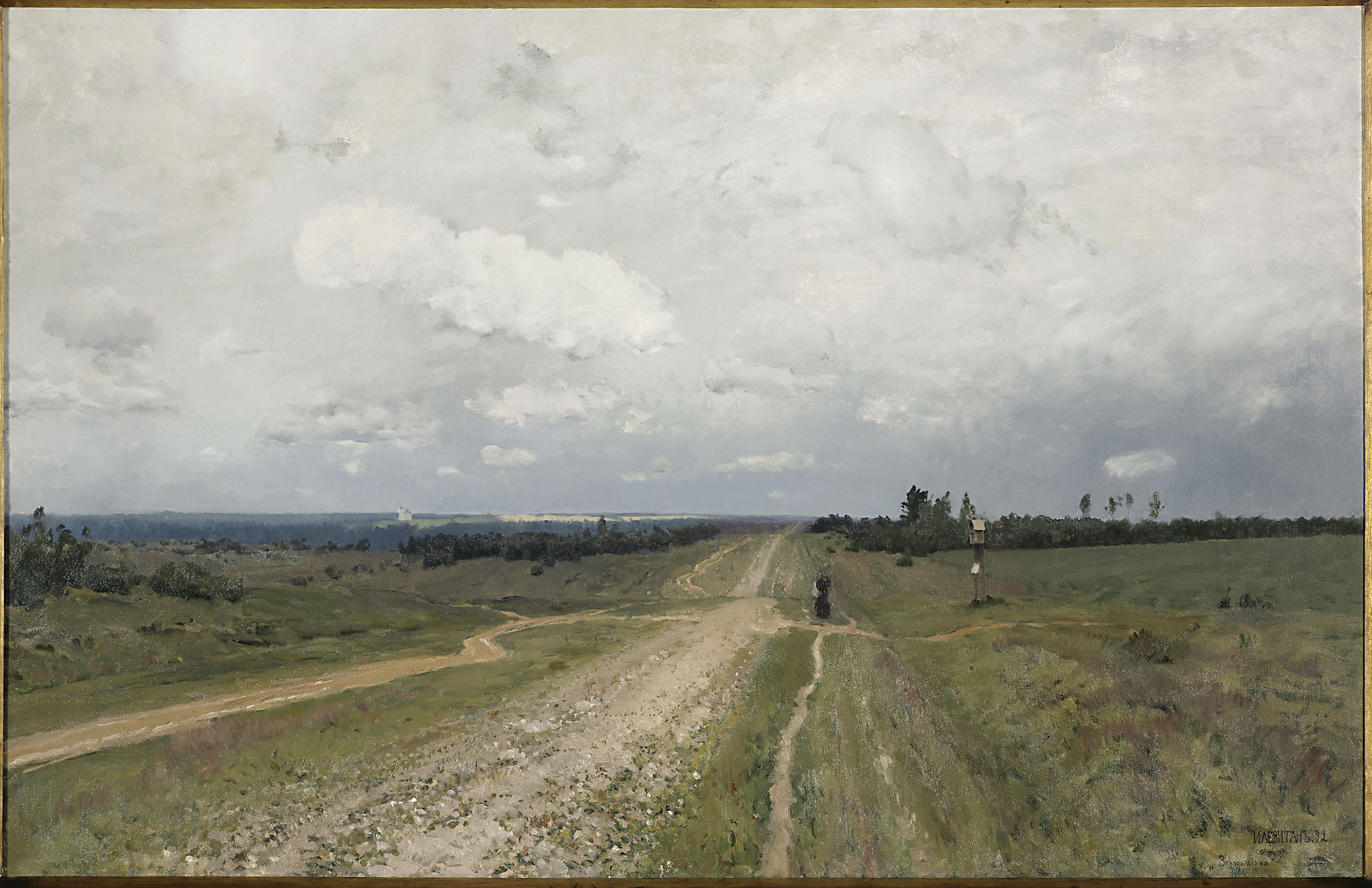
Vladímirka (camí de Moscou a Vladímir), 1892
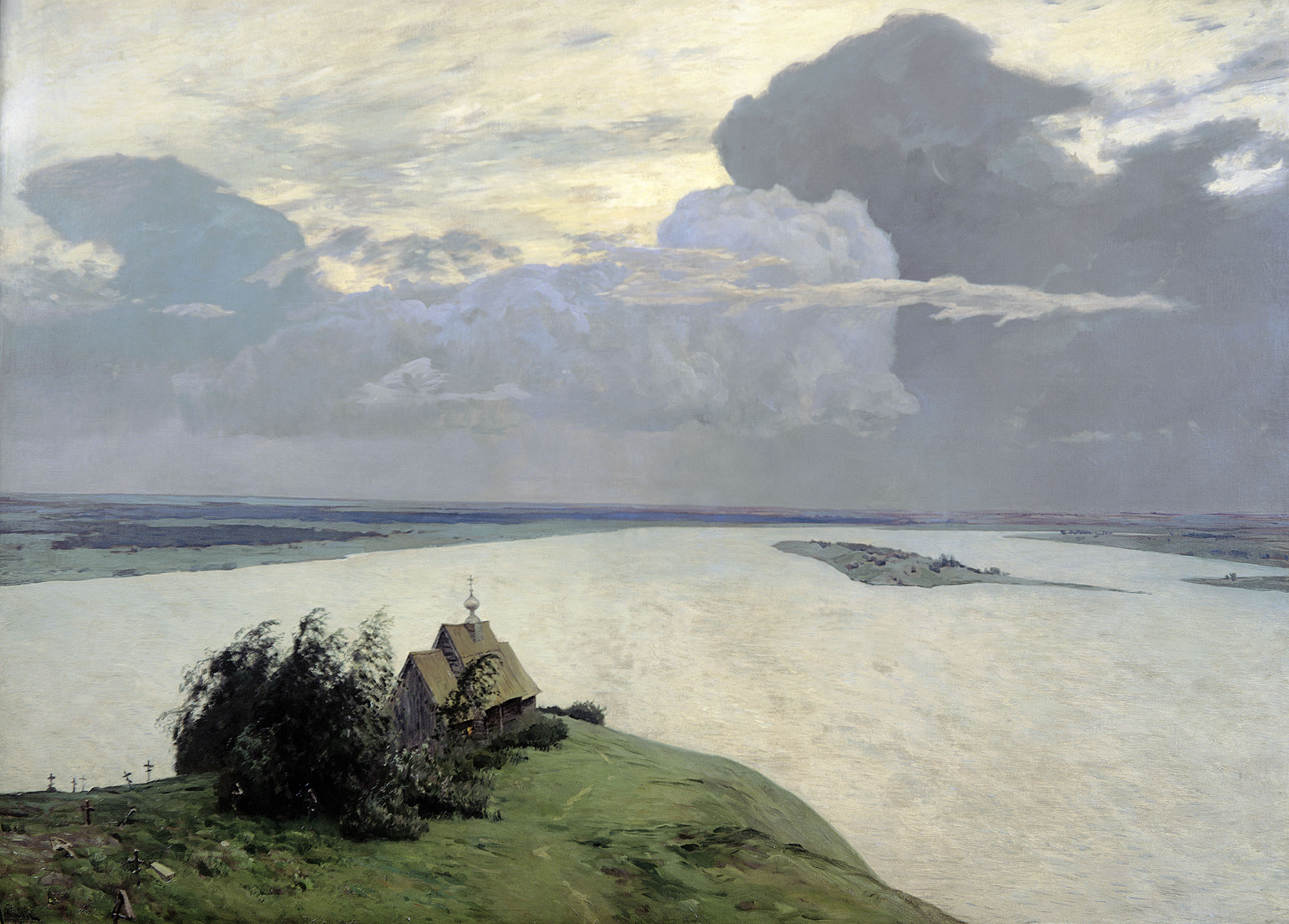
Sobre la pau eterna, 1894
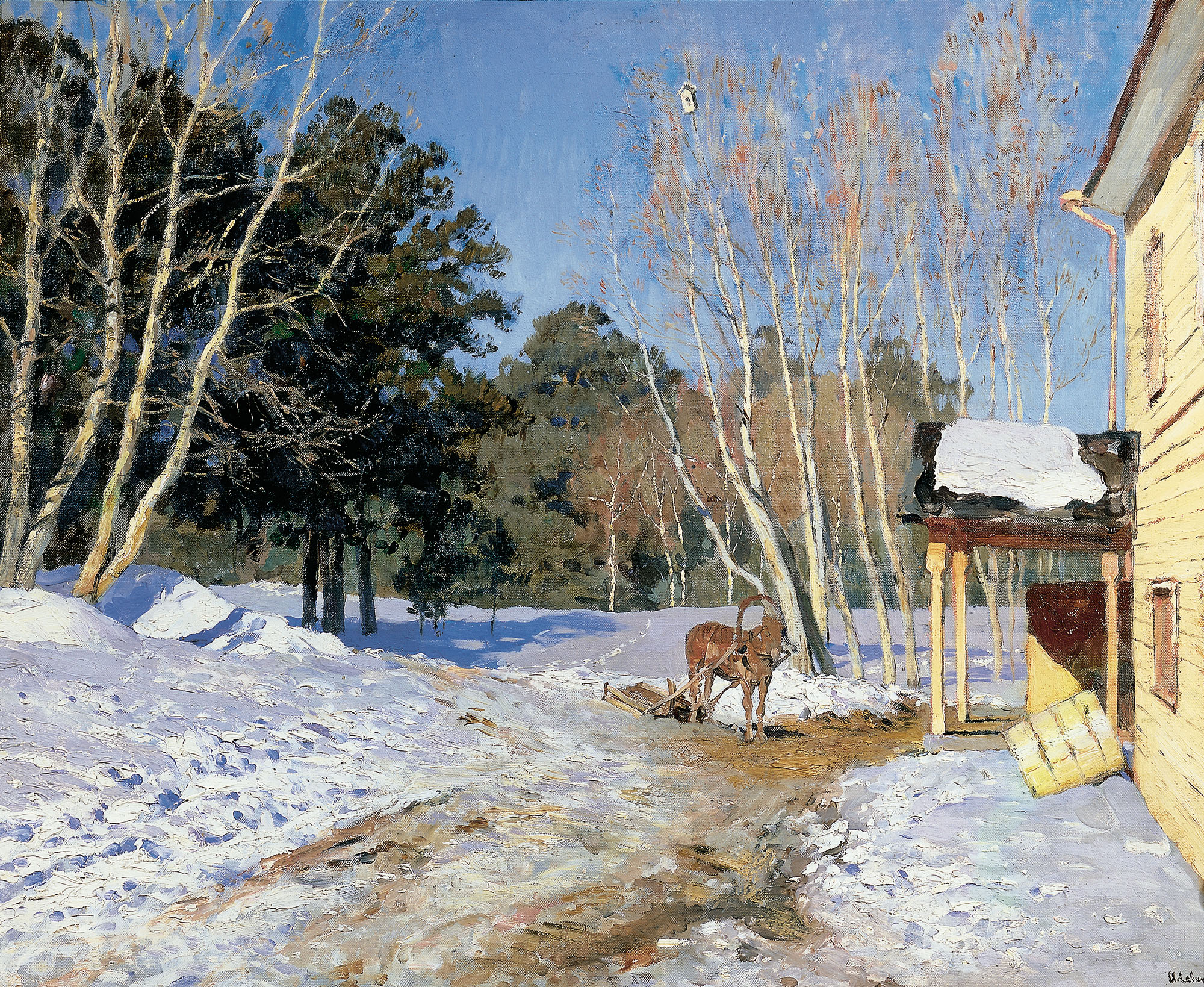
Març, 1895
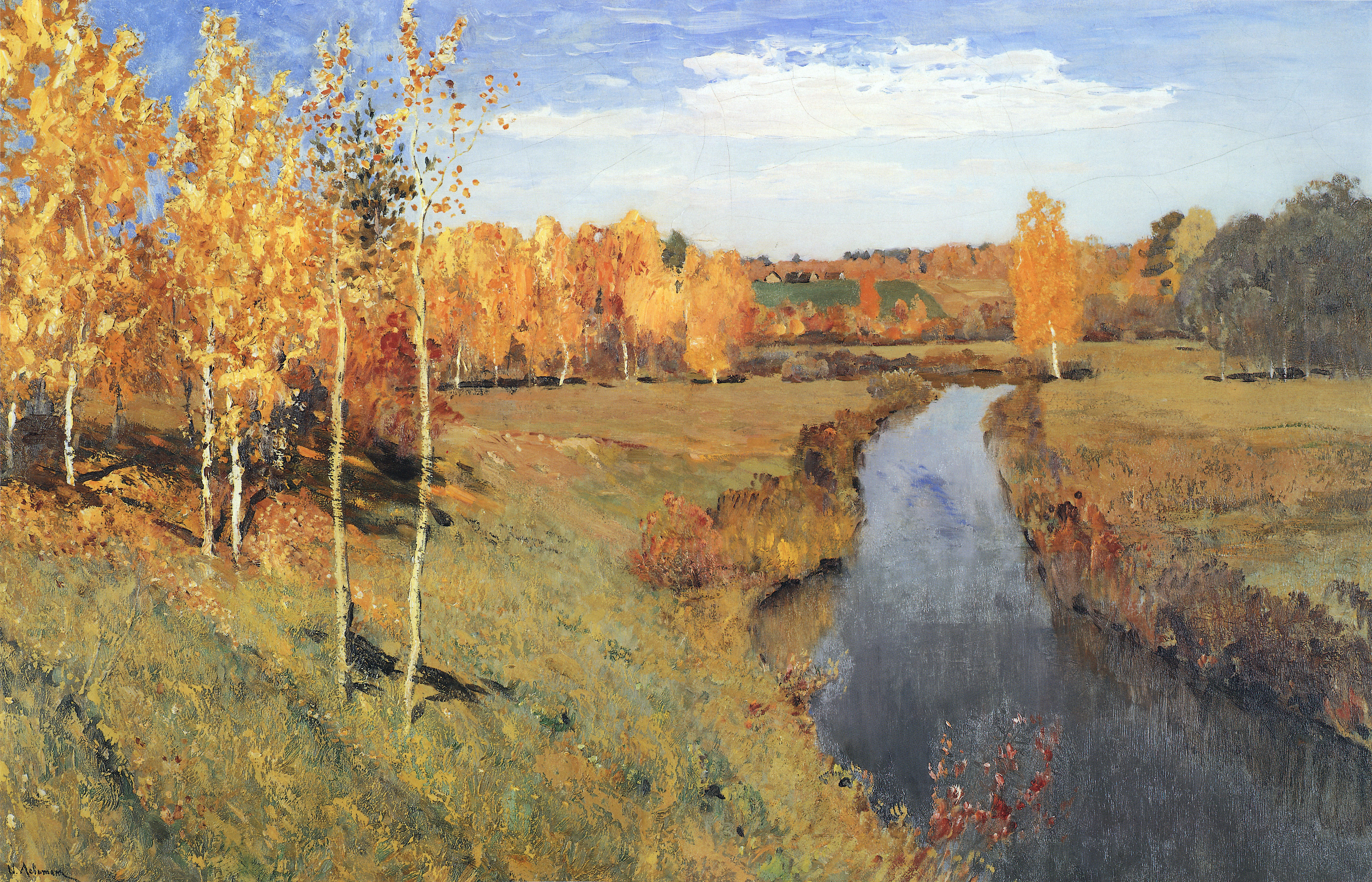
Tardor daurada, 1895
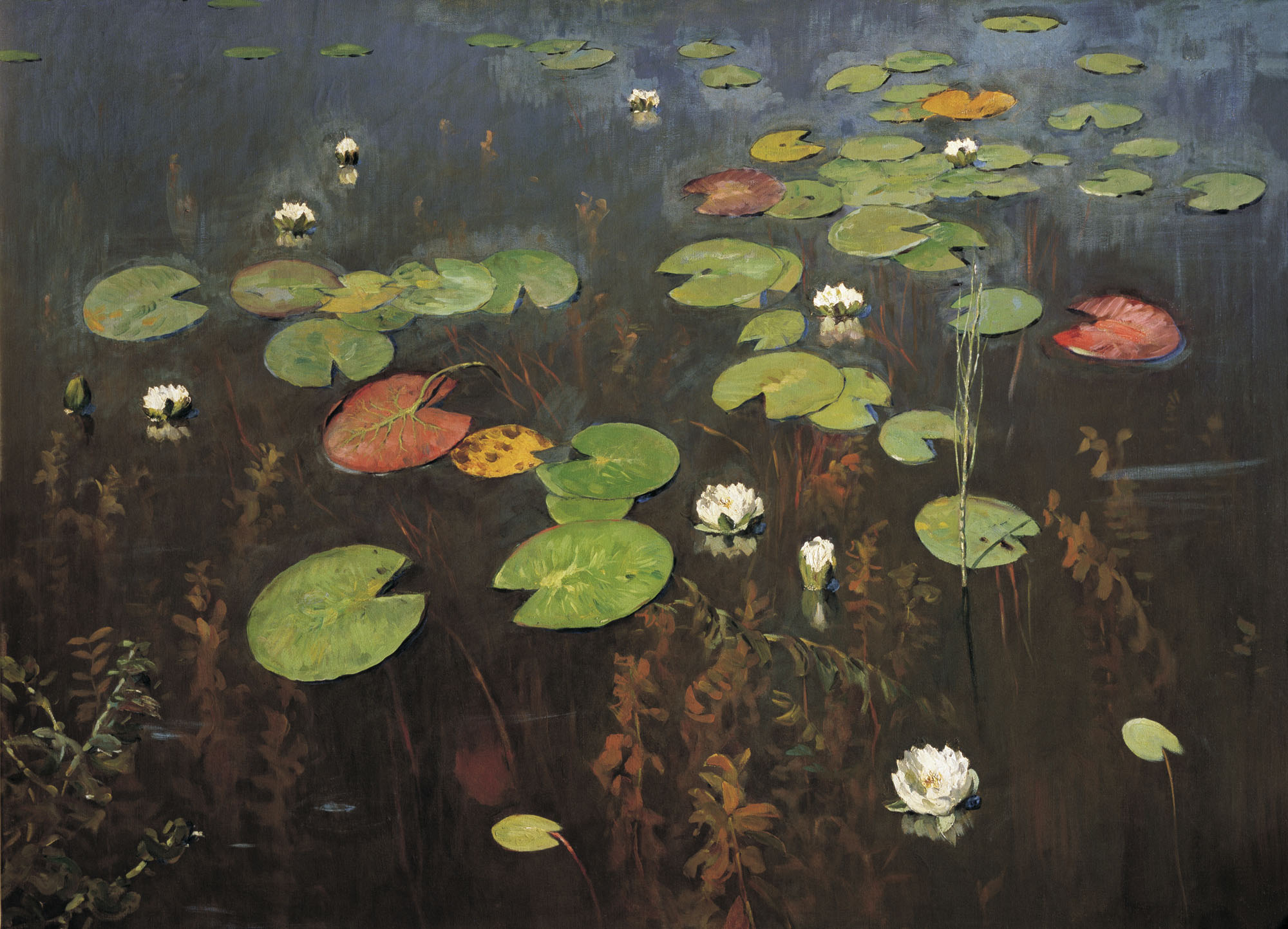
Nenúfares, 1895
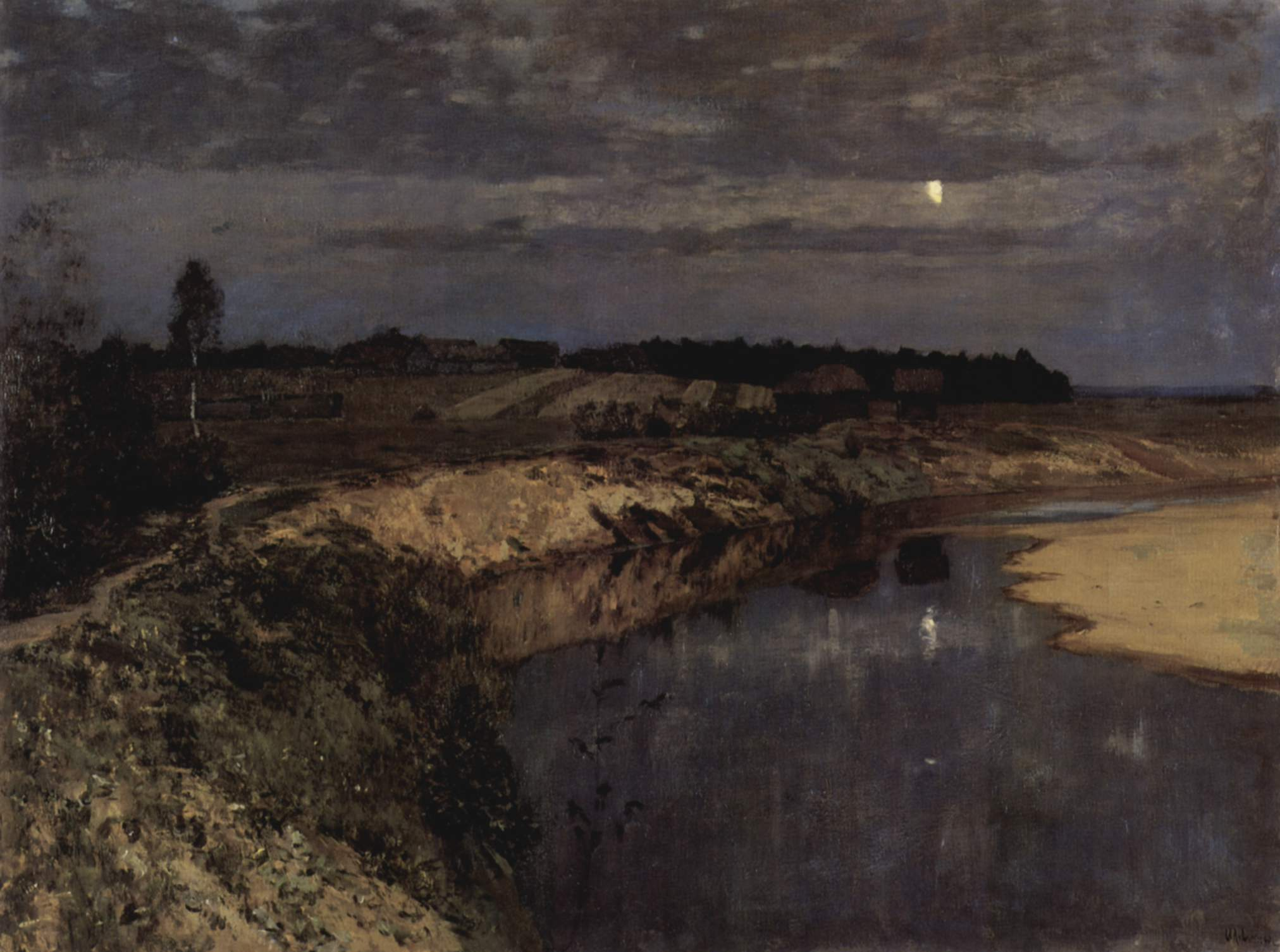
Silenci, 1898
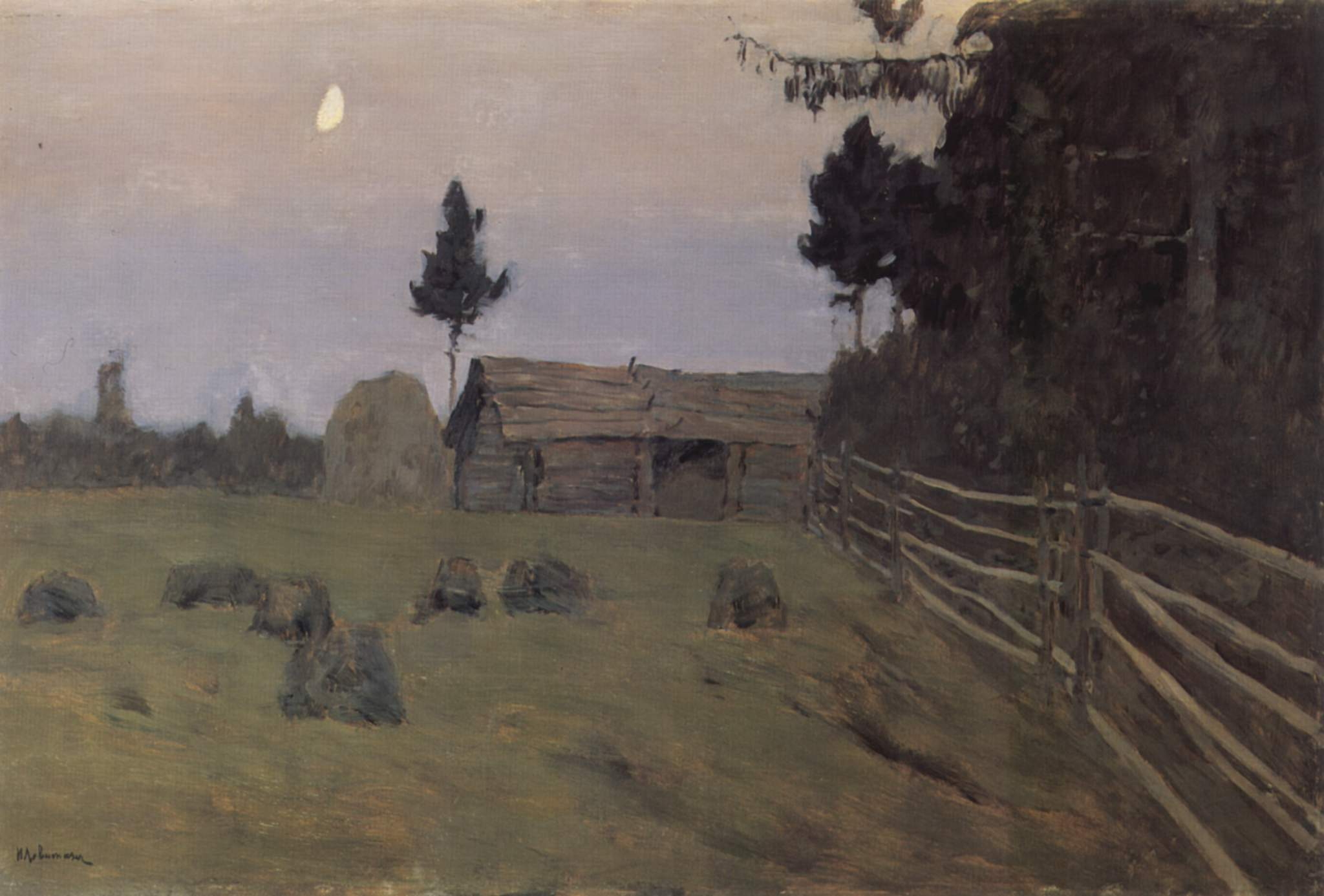
Crepuscle, 1900

## Llegat
El planeta menor 3566 Levitán, descobert per l'astrònoma Sovética Lyudmila Zhuravlyova l'any 1979, es va nomenar en el seu honor.